# ミッドナイト・スター
ミッドナイト・スター (Midnight Star) は、アメリカ合衆国のファンクバンド。

## 略歴
1976年にレジーとヴィンセントのキャロウェイ兄弟を中心に結成。1980年にソーラー・レコードからデビュー。
1983年、アルバム『ノー・パーキング』でシンセサイザーを大きく使用したエレクトリック・ファンクに転進。そこからのシングル『フリーク・ア・ゾイド』（全米R&Bチャート2位）、『ノー・パーキング（オン・ザ・ダンス・フロア）』（全米R&Bチャート43位・全米ダンスチャート44位）をヒットさせ、その後も『オペレーター』（全米R&Bチャート1位）、『マイダス・タッチ』（全米R&Bチャート7位・全英8位）などのシングルヒットを生んだ。
1988年にキャロウェイ兄弟が脱退し、ユニット『キャロウェイ』を結成する。ミッドナイト・スターは1990年に活動を停止したのち、2000年にオリジナルメンバーで活動を再開した。

## ディスコグラフィ
- The Beginning （1980） - ジャケットイラストは長岡秀星作。
- Standing Together （1981）
- Victory （1982）
- No Parking on the Dance Floor （1983）
- Planetary Invasion（1984）
- Headlines （1986）
- Midnight Star （1988）
- Work It Out （1990）
- 15th Avenue（2002）